# Rod Smith
Roderick Smith (Texarkana, 15 maggio 1970) è un ex giocatore di football americano statunitense che ha militato nel ruolo di wide receiver per tutta la carriera con i Denver Broncos della National Football League (NFL). Al college giocò a football alla Missouri Southern State University.

## Carriera professionistica
Smith non fu scelto nel Draft NFL 1994. Inizialmente firmò coi New England Patriots, venendo presto svincolato. Poco dopo firmò coi Denver Broncos. La sua prima ricezione in carriera fu un touchdown da 43 yard dell'ultimo minuto passato da John Elway nella vittoria 38–31 di Denver sui Washington Redskins il 17 settembre 1995. In 14 stagioni da professionista, Smith superò le mille yard ricevute in otto di esse. Per due volte raggiunse almeno le 100 ricezioni (2000: 100; 2001: 113), guidando la lega nel 2001. Fu il wide receiver titolare dei due Super Bowl consecutivi vinti dai Broncos nel 1997 e 1998. Nella vittoria di Denver per 34–19 nel Super Bowl XXXIII, Smith ricevette 5 passaggi per 152 yard (il quarto risultato della storia del Super Bowl), compreso un touchdown da 80 yard.
Un infortunio all'anca subito nel 2006 ne richiese una completa sostituzione. Il 28 dicembre 2007 fu rivelato che Smith necessitava di un'altra operazione chirurgica all'anca, concludendo di fatto la sua carriera. Con due vittorie del Super Bowl, tre Pro Bowl e una carriera priva di controversie contraddistinta dalla sua professionalità, Smith lasciò i Broncos come uno dei loro giocatori più amati di tutti i tempi. Nel maggio del 2012 fu annunciata la sua induzione nel Broncos Ring of Fame, il primo anno di eleggibilità per questo onore.

## Palmarès

### Franchigia
- Super Bowl : 2

Denver Broncos: Super Bowl XXXII, Super Bowl XXXIII
- American Football Conference Championship: 2

Denver Broncos: 1997, 1998

### Individuale
- Convocazioni al Pro Bowl: 3

2000, 2001, 2005
- All-Pro: 2

2000, 2001
- Formazione ideale del 50º anniversario dei Denver Broncos
- College Football Hall of Fame

### Record
- Unico giocatore della storia a non essere scelto nel Draft NFL e superare le 10.000 yard ricevute in carriera; 24º di tutti i tempi a superare quella cifra.
- Maggior numero di ricezioni (849), yard ricevute (11.389) e touchdown su ricezione (68) per un wide receiver non scelto nel Draft NFL.
- Record di franchigia dei Broncos per ricezioni, yard ricevute  e touchdown su ricezione.
- Record di franchigia dei Broncos per yard guadagnate dalla linea di scrimmage
- Uno dei soli sei giocatori della storia ad aver accumulato 100 ricezioni contro almeno tre diverse squadre (Kansas City Chiefs, San Diego Chargers e Oakland Raiders).

## Statistiche
| Ricezioni     | 849    |
| Yard ricevute | 11.389 |
| Touchdown     | 68     |